# Imidiwan : Companions
Albums de Tinariwen
Aman Iman
(2007) Tassili
(2011)
Imidiwan : Companions est le quatrième album du groupe touareg Tinariwen, enregistré dans le désert du Sahara au Mali en 2009.

## Historique
Sur la dernière chanson de l'album, Ibrahim ag Alhabib expérimente une chanson en laissant le vent jouer de la guitare.

## Liste des titres
| 1.    | Imidiwan Afrik Tendam | 3:30 |
| 2.    | Lulla                 | 3:47 |
| 3.    | Tenhert               | 5:26 |
| 4.    | Enseqi Ehad Didagh    | 5:38 |
| 5.    | Tahult In             | 4:08 |
| 6.    | Tamodjerazt Assis     | 4:49 |
| 7.    | Intitlayaghen         | 4:47 |
| 8.    | Imazaehen n Adagh     | 3:44 |
| 9.    | Tenalle Chegret       | 5:41 |
| 10.   | Kel Tamachek          | 3:14 |
| 11.   | Assouf ag Assouf      | 4:51 |
| 12.   | Chabiba               | 3:20 |
| 13.   | Ere Tasfata Adounia   | 4:53 |
| 14.   | Desert Wind           | 4:20 |
| 57:15 |                       |      |